# カール・フリードリヒ・ガイザー

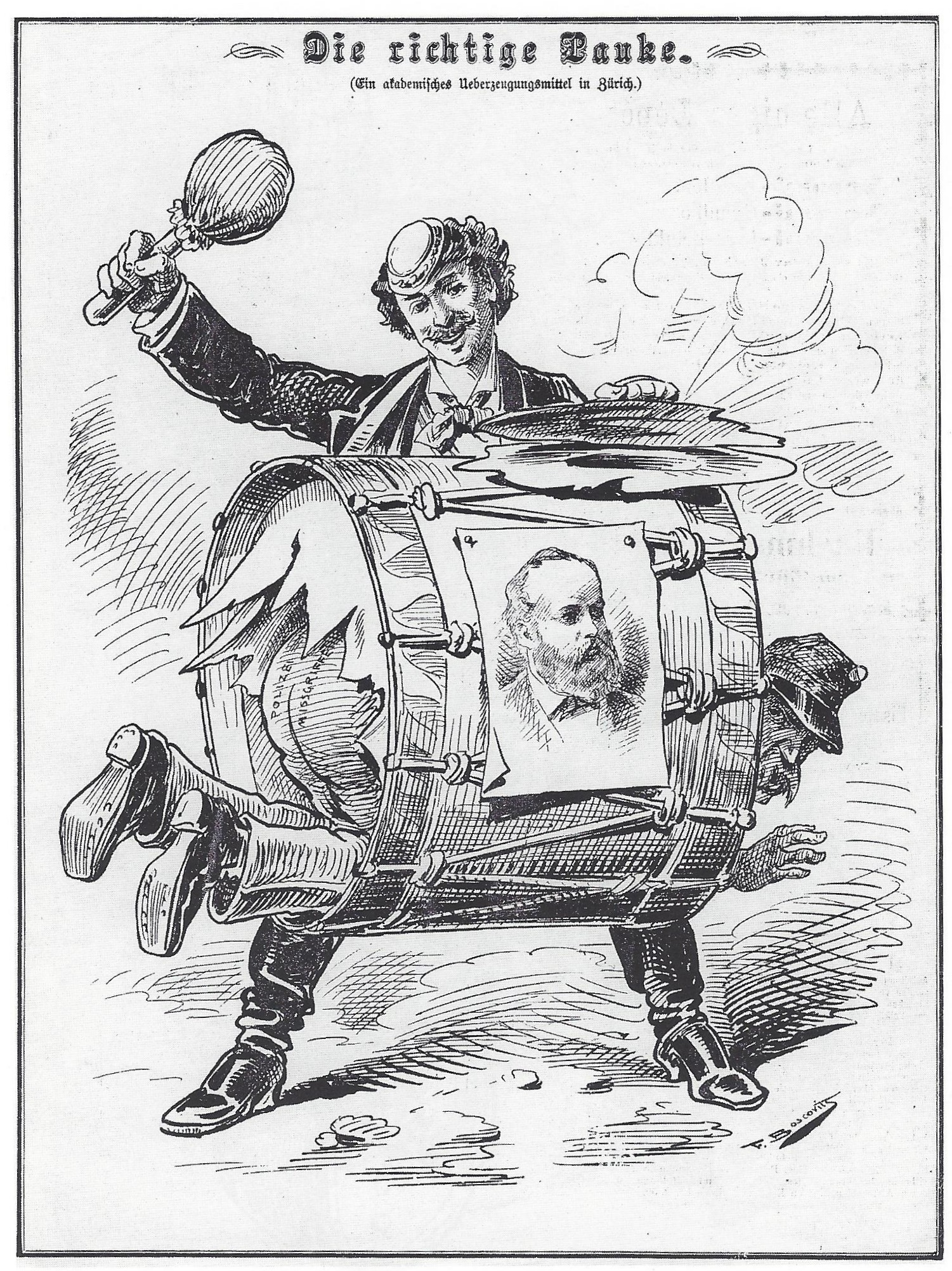
スネアドラムに入れられたガイザー。

カール・フリードリヒ・ガイザー（独: Carl Friedrich Geiser、1843年2月26日 –  1934年3月7日
）は、スイスの数学者。ガイザー対合とガイザーの極小曲面で知られる。

## 生い立ちと経歴
ガイザーの父は肉屋兼宿屋。著名なスイスの数学者ヤコブ・シュタイナーは、ガイザーの大おじにあたる。1859年から1861年までの4学期、ガイザーはチューリッヒ工科大学に学び、その後、1863年までの4学期でベルリンのカール・ヴァイエルシュトラスとレオポルト・クロネッカーに学んだ。両親からの支援が十分でなかったことから、ガイザーは家庭教師を始めた。生徒の一部はヴァイエルシュトラスとクロネッカーの紹介によるものだった。1863年に2人の下を離れ、スイスに帰国した後、チューリッヒ工科大学で私講師になった。1866年、ベルン大学にてルートヴィヒ・シュレーフリの下で博士号を獲得した。
工科大学にて、ガイザーは テオドール・ライエとともに、急逝したヨーゼフ・ヴォルフガンク・フォン・デシュヴァンデン（Joseph Wolfgang von Deschwanden, 1819 – 1866）の後任としてチューリッヒ工科大学で一時的に教授職を勤め、1867年にヴィルヘルム・フィードラーに引き継いだ。ガイザーは1863年にすでに大学教授資格を取得していた。1863年からチューリッヒ工科大学で純粋数学と応用数学の私講師を務め、1869年に員外教授に昇格し、1873年に高等数学と総合幾何学の正教授になった。また、1881年から1887年、1891年から1895年の間は学長も務めた。 
ガイザーは代数幾何学、微分幾何学、不変式論を教えた。また、代数幾何学と極小曲面の研究を発表した。 
 1896年から1900年7月まで、アルベルト・アインシュタインはチューリッヒ工科大学に在籍していた。アインシュタインはガイザーの講義に出席することもあり、ガイザーの Infinitesimalgeometrie コースに魅了されたことを晩年に回想している。このコースで、ガイザーはガウスの曲面理論について講義した。1912年にアインシュタインは、一般相対性とガウス曲面の類似性について、"決定的なアイデア"を思いついたとされる。
研究結果においてのみならず、ガイザーはスイスの教育体制の発展へも大きく貢献した。この際彼は（親類のシュタイナーなど）著名な政治家・数学者の伝手を頼った。 ガイザーはシュタイナーのNachlassから、未発表の講義メモと論文を出版した。ガイザーとフェルディナント・ルディオは1897年にチューリッヒで開催された国際数学者会議の主要主催者だった。
1888年、ガイザーはレオポルディーナ外国人会員に選出された。スイス数学会は1911–12年の会合で、ガイザーを名誉会員とした。

## 出版物

### モノグラフ
- 編集: Die Theorie der Kegelschnitte in elementarer Darstellung. Auf Grund von Universitätsvorträgen und mit Benutzung hinterlassener Manuscripte Jacob Steiner’s, B. G. Teubner, Leipzig 1867 (first part Jacob Steiner’s Vorlesungen über synthetische Geometrie; Google Books, ditto, ditto)
- Einleitung in die synthetische Geometrie. Ein Leitfaden beim Unterrichte an höheren Realschulen und Gymnasien, B. G. Teubner, Leipzig 1869 (Internet-Archiv; Jahrbuch-Bericht)

### 記事
- Ueber eine geometrische Verwandtschaft des zweiten Grades, Mittheilungen der naturforschenden Gesellschaft in Bern 580–602, 1865, pp. 97–107
- Ueber die Normalen der Kegelschnitte, Journal für die reine und angewandte Mathematik 65, 1866, pp. 381–383 (Google Books, ditto)
- Ueber zwei geometrische Probleme, Journal für die reine und angewandte Mathematik 67, 1867, pp. 78–89 (Google Books)
- 編集: Construction der Fläche zweiten Grades durch neun Punkte.(Nach den hinterlassenen Manuscripten Jacob Steiners dargestellt von Herrn C. F. Geiser in Zürich.) Journal für die reine und angewandte Mathematik 68, 1868, pp. 191–192 (Google Books, ditto)
- Zur Theorie der Flächen zweiten und dritten Grades, Journal für die reine und angewandte Mathematik 69, 1868, pp. 197–221 (Google Books)
- Ueber die Doppeltangenten einer ebenen Curve vierten Grades, Mathematische Annalen 1, 1869, pp. 129–138 (Jahrbuch-Bericht)
- Ueber die Flächen vierten Grades, welche eine Doppelcurve zweiten Grades haben, Journal für die reine und angewandte Mathematik 70, 1869, pp. 249–257 (Jahrbuch-Bericht)
- Ueber die Steinerschen Sätze von den Doppeltangenten der Curven vierten Grades, Journal für die reine und angewandte Mathematik 72, 1870, pp. 370–378 (Jahrbuch-Bericht)
- Notiz über die algebraischen Minimumsflächen, Mathematische Annalen 3, 1871, pp. 530–534 (Jahrbuch-Bericht)
- Zum Hauptaxenproblem der Flächen zweiten Grades, Journal für die reine und angewandte Mathematik 82, 1877, pp. 47–53
- Ueber einen fundamentalen Satz aus der kinematischen Geometrie des Raumes, Journal für die reine und angewandte Mathematik 90, 1881, pp. 39–43 (Jahrbuch-Bericht)